# Karina Kvasniova
Karina Kvasniova es una periodista lituana de origen ruso y armenio. Especializada en periodismo deportivo, Kvasniova ha cubierto diversos eventos internacionales como la Eurocup de baloncesto de las temporadas 2007, 2008 y 2009, el Mundial de Basket de Turquía de 2010, dos ediciones de los Premios Laureus o el Eurobasket de Lituania 2011. Tras su paso por La Sexta y Marca TV cubrió la actualidad del Real Madrid para beIN Sports USA y MENA en 2 idiomas. Actualmente trabaja para la versión internacional del Real Madrid TV. 

## Biografía
Karina Kvasniova  nació en Vilna, hija de padre ruso y madre armenia. Es licenciada en periodismo y en filología inglesa, pero puede hablar fluidamente, además del inglés y el lituano, ruso, polaco y español. Asegura que de niña jugaba al baloncesto porque en Lituania "el baloncesto es una religión". Llegó a España en 2006 a estudiar, donde conoció a su marido.

## Carrera profesional
La carrera periodística de Kvasniova comenzó en Eurosport, donde ha estado trabajando desde 2006 hasta 2010. Durante su etapa en la cadena deportiva en París, Kvasniova ha cubierto la Eurocup de baloncesto de 2007, 2008 y 2009.
En 2010 pasó a formar parte del equipo de La Sexta durante el Campeonato Mundial de Baloncesto de 2010 en Turquía, en el que repasaba la información del campeonato y analizaba los rivales de la selección española. Tras el Mundial, Kvasniova se unió, también, a Marca TV.